# Chengde
Chengde (en chino, 承德; pinyin, Chéngdé (escuchar)ⓘ; en mongol: Халуун Гол, romanizado: Khaluun Gol ) es una ciudad-prefectura en la provincia de Hebei, al este de la República Popular China. La ciudad es conocida internacionalmente por la Residencia de montaña de Chengde, un jardín imperial catalogado como Patrimonio de la Humanidad según la Unesco desde 1994. Antiguamente era usado por los emperadores de la Dinastía Qing, mientras hoy en día, resulta ser uno de los principales puntos turísticos.

## Administración
Chengde se divide en 11 localidades que se administran en 3 distritos urbanos y 8 condados rurales, de los cuales, 3 son condados autónomos.
- Distrito Shuangqiao 双桥区
- Distrito  Shuangluan 双滦区
- Distrito  Yingshouyingzi  鹰手营子矿区
- Condado Chengde 承德县
- Condado  Xinglong 兴隆县
- Condado  Pingquan 平泉县
- Condado  Luanping 滦平县
- Condado  Longhua 隆化县
- Condado auto. Fengning 丰宁满族自治县
- Condado auto.Kuancheng 宽城满族自治县
- Condado auto. Weichang 围场满族蒙古族自治县

## Toponimia
Chengde fue originalmente llamada "Harun Gol" (ᠬᠠᠯᠠᠭᠤᠨ ᠭᠣᠣᠯ) que en mongol significa 'río caliente', esto traducido al chino es Rehe (热河) por lo que Chengde también es conocida como Rehe. 
A principios de la dinastía Qing, aparte del rancho de caballos mongoles, este lugar era solo un pequeño pueblo de montaña con docenas de hogares llamados Rehe. En el año 42 del reinado del emperador Kangxi (1703) se construyó el Resort de Montaña, que se convirtió en el lugar donde los emperadores Qing trabajaban cuando escapaban del calor del verano o salían a cazar. 
En 1733, el emperador Yongzheng la bautizó "Chengde" de la frase 'heredar las virtudes de los antepasados' (承受先祖德泽 Chéngshòu xiānzǔ dézé), por lo que Chengde significa 'heredar/recibir la virtud' .

## Historia
En 1703, Chengde fue elegido por el emperador Kangxi como ubicación de su residencia de verano. Construido en el siglo XVIII, la Residencia de montaña de Chengde fue utilizada por los emperadores Yongzheng y Qianlong. Durante ese período, Chendge esdevino el centro político del imperio chino
Durante la República de China, Chedge fue la capital de la provincia de Rehe. Desde 1933 a 1945, la ciudad estuvo bajo control japonés formando parte del estado independiente Manchukuo.
Después de la Segunda Guerra Mundial,el partido político nacionalista chino Kuomintang recuperó la jurisdicción. En 1948, el Ejército Popular de Liberación se hizo con el control de Chengde. La prefectura siguió siendo parte de Rehe hasta 1955, cuando se abolió la provincia y la ciudad se incorporó a Hebei.

## Población
En la ciudad conviven varias minorías étnicas, entre las cuales se destacan los manchúes y los mongoles chinos, en cambio, hay pocos extranjeros viviendo o visitando la prefectura.

## Economía
Chengde es un importante centro de distribución gracias a los enlaces por carretera y ferrocarril a Pekín. Recientemente se inauguró la autopista Daqing–Guangzhou G45 de 3550 km de larga, una autovía que enlaza directamente con el centro de Pekín.

## Clima
Chengde tiene un clima continental húmedo de cuatro estaciones, con influencia monzónica, con condiciones muy variables a lo largo de la ciudad debido a su tamaño: los inviernos son moderadamente largos, fríos y ventosos, pero secos, y los veranos son calurosos y húmedos. Sin embargo, cerca de la zona urbana, las temperaturas son mucho más frías que en Beijing, debido a la mayor altitud: la temperatura media mensual de 24 horas varía de -9,3 °C en enero a 24,2 °C  en julio, y la media anual es de 8,93 °C. El calentamiento primaveral es rápido, pero pueden llegar tormentas de polvo desde la estepa de Mongolia. La precipitación media es de unos 504 milímetros al año, y más de dos tercios de ella caen durante los tres meses de verano.
| Parámetros climáticos promedio de Chengde (1971−2000) | Parámetros climáticos promedio de Chengde (1971−2000) | Parámetros climáticos promedio de Chengde (1971−2000) | Parámetros climáticos promedio de Chengde (1971−2000) | Parámetros climáticos promedio de Chengde (1971−2000) | Parámetros climáticos promedio de Chengde (1971−2000) | Parámetros climáticos promedio de Chengde (1971−2000) | Parámetros climáticos promedio de Chengde (1971−2000) | Parámetros climáticos promedio de Chengde (1971−2000) | Parámetros climáticos promedio de Chengde (1971−2000) | Parámetros climáticos promedio de Chengde (1971−2000) | Parámetros climáticos promedio de Chengde (1971−2000) | Parámetros climáticos promedio de Chengde (1971−2000) | Parámetros climáticos promedio de Chengde (1971−2000) |
| Mes                                                   | Ene.                                                  | Feb.                                                  | Mar.                                                  | Abr.                                                  | May.                                                  | Jun.                                                  | Jul.                                                  | Ago.                                                  | Sep.                                                  | Oct.                                                  | Nov.                                                  | Dic.                                                  | Anual                                                 |
| ----------------------------------------------------- | ----------------------------------------------------- | ----------------------------------------------------- | ----------------------------------------------------- | ----------------------------------------------------- | ----------------------------------------------------- | ----------------------------------------------------- | ----------------------------------------------------- | ----------------------------------------------------- | ----------------------------------------------------- | ----------------------------------------------------- | ----------------------------------------------------- | ----------------------------------------------------- | ----------------------------------------------------- |
| Temp. máx. media (°C)                                 | −2.2                                                  | 2.2                                                   | 9.6                                                   | 19.0                                                  | 25.2                                                  | 29.1                                                  | 30.1                                                  | 28.7                                                  | 24.2                                                  | 17.3                                                  | 7.2                                                   | −0.3                                                  | 15.8                                                  |
| Temp. mín. media (°C)                                 | −14.4                                                 | −10.6                                                 | −3.6                                                  | 4.9                                                   | 11.3                                                  | 16.4                                                  | 19.5                                                  | 17.8                                                  | 11.2                                                  | 3.8                                                   | −4.6                                                  | −11.8                                                 | 3.3                                                   |
| Precipitación total (mm)                              | 2.5                                                   | 3.6                                                   | 8.3                                                   | 18.9                                                  | 49.5                                                  | 86.8                                                  | 144.7                                                 | 118.2                                                 | 48.2                                                  | 21.3                                                  | 7.5                                                   | 2.5                                                   | 512.0                                                 |
| Días de precipitaciones (≥ 0.1 mm)                    | 1.6                                                   | 2.1                                                   | 3.7                                                   | 4.5                                                   | 7.8                                                   | 11.1                                                  | 14.2                                                  | 12.6                                                  | 7.7                                                   | 5.0                                                   | 2.5                                                   | 1.4                                                   | 74.2                                                  |
| Horas de sol                                          | 195.6                                                 | 202.3                                                 | 240.6                                                 | 258.7                                                 | 276.4                                                 | 262.0                                                 | 229.1                                                 | 234.0                                                 | 240.2                                                 | 236.2                                                 | 193.5                                                 | 177.2                                                 | 2745.8                                                |
| Humedad relativa (%)                                  | 51                                                    | 46                                                    | 44                                                    | 39                                                    | 46                                                    | 58                                                    | 71                                                    | 74                                                    | 67                                                    | 58                                                    | 56                                                    | 54                                                    | 55.3                                                  |
| Fuente: China Meteorological Administration           |                                                       |                                                       |                                                       |                                                       |                                                       |                                                       |                                                       |                                                       |                                                       |                                                       |                                                       |                                                       |                                                       |

## Lugares destacados
Fuera de la muralla que protege los lagos, pagodas y palacios de la Residencia de montaña de Chengde destacan los Ocho Templos Exteriores (外八庙), unos curiosos edificios de diversos estilos arquitectónicos chinos. El más conocido es el Putuo Zongcheng, construido a imagen del templo tibetano Potala.